# Poblat de les Matemàtiques de Nesin
El Poblat de les Matemàtiques de Nesin (en turc: turc: Nesin Matematik Köyü) és una institució educativa i de recerca dedicada a les matemàtiques, que es troba a 800 m del poble de Şirince, a la Província d'Izmir a l'oest de Turquia.

## Història
Va ser creat el 2007 per Ali Nesin, un veterà professor de matemàtiques i director de la fundació sense ànim de lucre Nesin, creada pel seu pare, l'escriptor i humorista Aziz Nesin (1915-1995). El Poblat de les Matemàtiques es finança amb les donacions que rep la Fundació Nesin.
El Poblat de les Matemàtiques Nesin acull diverses activitats relacionades amb les matemàtiques, principalment cursos d'estiu breus. L'ensenyament al Poblat de les Matemàtiques és voluntari; i si bé no compensa econòmicament als professors, sí que ofereix allotjament i àpats gratuïts. Els cursos van des de batxillerat fins a graus universitaris. Tots els cursos de secundària s'imparteixen en turc, ja que els estudiants no coneixen necessàriament llengües estrangeres, però qualsevol curs de grau o postgrau es pot impartir en anglès.
Els estudiants solen romandre al poble durant un cicle de dues setmanes. Cada dijous s'organitza una activitat de lleure. No hi ha televisors ni s'hi emet música, tot i que de tant en tant hi ha projeccions de pel·lícules.
Cada any hi treballen una quinzena de treballadors remunerats i prop d'un centenar de voluntaris. El poble també ha acollit recentment reunions de matemàtiques nacionals i internacionals.
Ali Nesin va rebre el Premi Leelavati 2018 per "les seves contribucions excepcionals en l'increment de la consciència pública sobre les matemàtiques a Turquia, en concret pel seu incansable treball en la creació del Poblat de les Matemàtiques com un lloc excepcional i tranquil per a l'educació, la recerca i l'exploració de les matemàtiques per a tothom."

## Amenaça de demolició
D'acord amb una declaració de juliol del 2017 per part de Tekin Karadağ, president de l'Associació de Naturalesa i Medi Ambient de Şirince, les autoritats es platejaven la demolició del poblat perquè el consideraven una "construcció il·legal". Tanmateix, Harun Abuş, Director de Desenvolupament i Planificació Urbanística de Selçuk, va declarar que la demolició, ara com ara, "no és al calendari".